# Elaphria stelligera
Elaphria stelligera är en fjärilsart som beskrevs av William Schaus 1894. Elaphria stelligera ingår i släktet Elaphria och familjen nattflyn. Inga underarter finns listade i Catalogue of Life.